# Feridun Sinirlioğlu
Feridun Hadi Sinirlioğlu, né le 30 janvier 1956 à Görele (Turquie), est un diplomate et homme politique turc. Il est ministre des Affaires étrangères dans le gouvernement provisoire d'Ahmet Davutoğlu en 2015 et secrétaire général de l'Organisation pour la sécurité et la coopération en Europe (OSCE) depuis 2024.